# Op het spoor van de Schorpioen
Op het spoor van de Schorpioen is het 22ste album uit de reeks jeugdzonden en het 4de verhaal uit de reeks Jakke en Silvester. Het album verscheen in 1985. Het verhaal werd getekend door François Walthéry op een scenario van Peyo en Gos.
Het verscheen oorspronkelijk in 1965 en 1966 in Le Soir Illustré.
Hoewel dit verhaal als vierde in deze reeks werd uitgegeven, komt dit verhaal chronologisch gezien voor De wraak van de Chinees, het derde verhaal.

## Verhaal
Jakke en Silvester worden gevraagd om in het leger een spion te ontmaskeren. Die zou uit zijn op de plannen van de Schorpioen, een nieuwe tank. Jakke en Silvester infiltreren in het leger.
Jakke werkt in de loods met de tank en de plannen ervan. Hij ontdekt al gauw sporen van spionage: een fototoestel, valse telefoontjes en een inbreker. Hij vindt in een flipperkast ook zendapparatuur. De sporen leiden naar adjudant Knutsel, maar bewijzen worden er niet gevonden. Knutsel blijkt wat later in de ziekenboeg te liggen waardoor de flipperkast als aanknopingspunt onbruikbaar wordt.
Op een dag komt een generaal de nieuwe tank inspecteren. Hij wordt echter tegengehouden door de organisatie waar spion Knutsel voor werkt. Ze nemen zijn plaats in en kunnen zo de tank buitmaken. De chauffeur, een ingenieur, wordt gevangengenomen. De hele buurt wordt afgesloten, maar de schurken hebben de tank op een goederentrein geplaatst. De tank lijkt voorgoed verdwenen. Jakke en Silvester besluiten toch nog eens bij Knutsel te zoeken. Ze vinden een radiootje waarmee hij berichten krijgt van zijn baas. Er wordt een zender in gemonteerd: als de radio aanstaat, kunnen ze hem zo volgen. De radio wordt teruggeplaatst bij Knutsel. Die nacht sturen Jakke en Silvester een vals bericht naar de radio: Knutsel wordt gevraagd te komen naar zijn opdrachtgevers. Jakke en Silvester volgen hem, wat later vertrekt ook een helikopter.
Knutsels wagen krijgt een klapband. Jakke en Silvester komen naar het wrak kijken, maar Knutsel steelt op dat moment hun auto. Jakke en Silvester worden op de helikopter gelaten die nu Knutsel probeert tegen te houden. Ze slagen en Knutsel bekent: de tank is gestolen door een consul. De tank is op diens landgoed te vinden. Dat landgoed grenst aan zee. Omdat dat de minst beveiligde plaats van het landgoed is, besluiten Jakke, Silvester en de helikopterpiloot Uppercut langs daar op onderzoek te gaan. Het leger wil echter pas ingrijpen als de gijzelaar, de ingenieur, vrij is. 's Nachts bevrijden Jakke, Silvester en Uppercut hem en het leger valt aan. De consul probeert per boot te ontsnappen, maar Jakke beschiet hem met de Schorpioen. De boot wordt gekelderd, maar de consul overleeft het. Hij en zijn trawanten worden gevangengenomen.